# Anillomyrma decamera
Anillomyrma decamera är en myrart som beskrevs av Carlo Emery 1901. Anillomyrma decamera ingår i släktet Anillomyrma och familjen myror.

## Underarter
Arten delas in i följande underarter:
- A. d. continentis
- A. d. decamera

## Bildgalleri

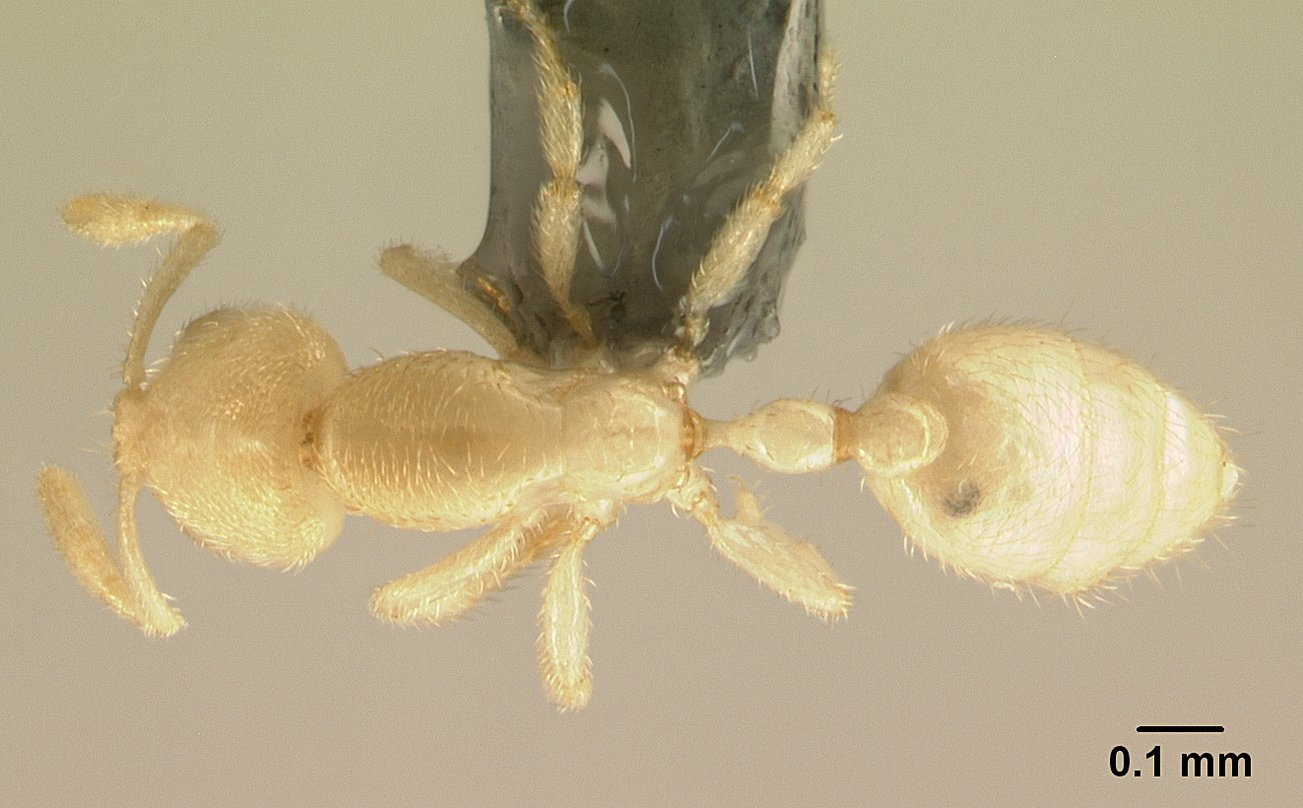
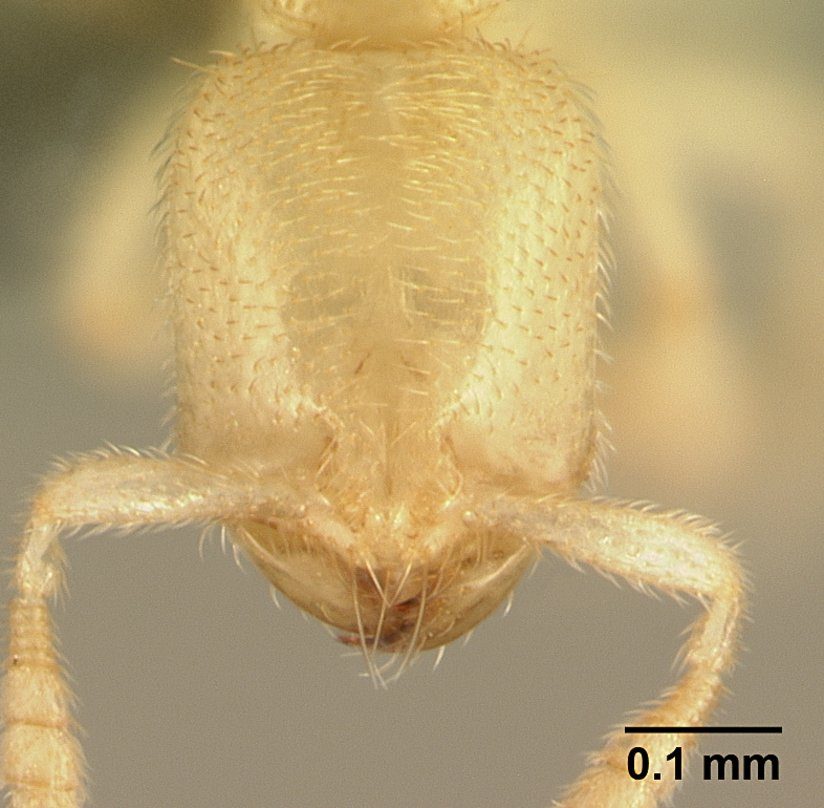
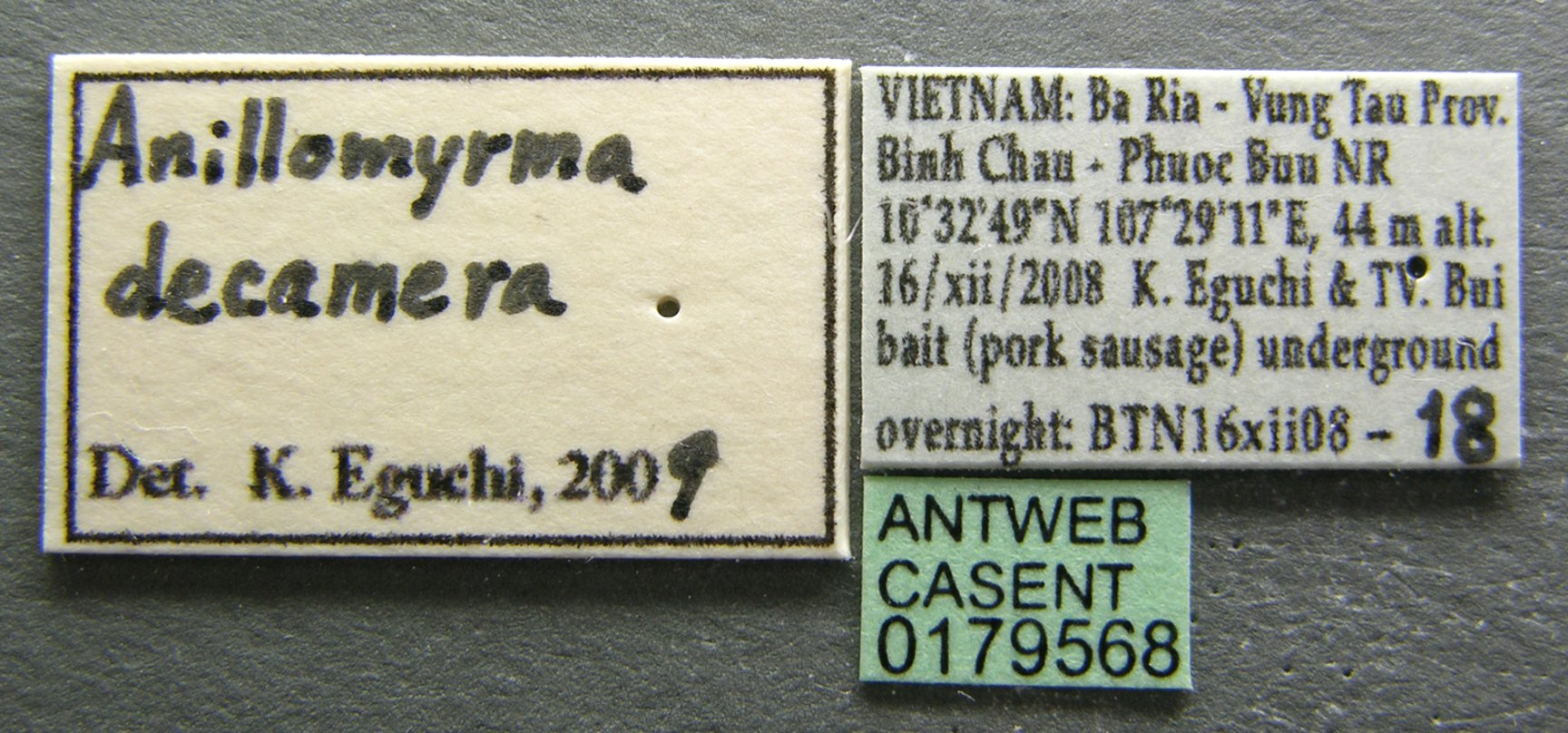
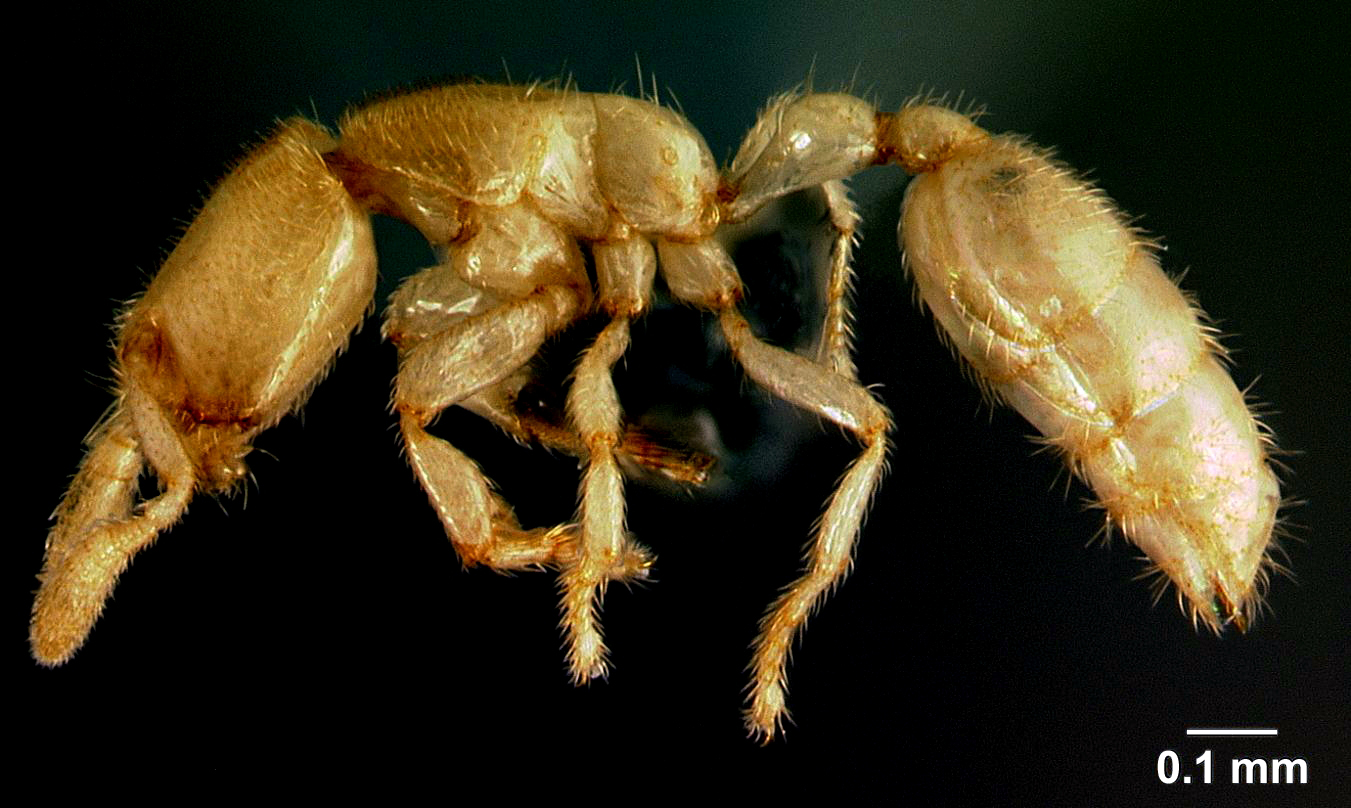